# Елати
Елати (грч. Ελάτη) је насељено место у општини Сервија у периферији Западна Македонија, Грчка. Према попису из 2021. године било је 338 становника.
Елати је 1913. године имао 641 житеља Грка. Село се раније звало Лужјани.